# Oco (filho de Dario III)
Oco (em latim: Ochus) foi um nobre persa do século IV a.C., filho e herdeiro do xá aquemênida Dario III (r. 336-330 a.C.). Foi capturado aos seis anos com sua avó, sua mãe e suas irmãs na Batalha de Isso travada entre o exército macedônico de Alexandre, o Grande e as forças de seu pai. era o herdeiro de Dario.  Não se sabe qual foi o seu destino.